# Julian Barnes
Julian Barnes, teljes nevén Julian Patrick Barnes (Leicester, 1946. január 19. –) angol író és irodalomkritikus, regények, novellák, elbeszélések, esszék és önéletírások szerzője. Népszerű úgy angol nyelvű országokban, mint másokban is, és általában kedvezően értékeli az irodalomkritika mint a posztmodernizmus jelentős képviselőjét. Számos brit és más országokbeli irodalmi díj nyertese, köztük a Booker-díjé.

## Élete és pályája
Julian Barnes szülei pedagógusok voltak és francia nyelvet tanítottak. Röviddel megszületése után a család Londonba költözött, ahol tíz éven át lakott. 1956-ban Northwoodba, London egyik külvárosába költöztek.
Középfokú tanulmányait 1957-től 1964-ig a City of London Schoolban végezte, majd az Cambridge-i Egyetemhez tartozó Magdalen College-ban modern nyelveket hallgatott, és 1968-ban diplomázott.
Pályájának első három évében az Oxford English Dictionary pótkötetének munkatársa volt, majd az irodalom területére tért, kritikákat írt a The Times újság irodalmi mellékletébe. 1977-ben irodalmi szerkesztője lett a New Statesman és a New Review magazinoknak, majd 1979-től 1986-ig előbb a New Statesman, majd a The Observer hetilap televízió-kritikusa.
Írói munkásságát 1980-ban kezdte két regénnyel. A Metroland című saját nevével jelent meg, a Duffy bűnügyi regény pedig a Dan Kavanagh álnévvel. Ez a családnév a feleségéé.
Társadalmi tevékenységeiről ismeretes például az, hogy támogatja a Freedom from torture (Felszabadítás a kínzástól) humanitárius szervezetet, amely az Egyesült Királyságba jutott kínzáson átesett személyeket segíti. Szintén támogatja a Dignity in Dying (Méltósággal meghalni) kampányt, amely a mindenkinek biztosítandó hospice-szolgáltatásért küzd, és a menthetetlen betegek életük befejezésének jogáért orvosi segítséggel.
Politikai kérdésekben Julian Barnes általában baloldali nézeteket vall. Például 2013-ban a konzervatív kormány kultúrpolitikáját bírálta, amely többek között a közkönyvtárak tömeges megszüntetéséhez vezetett. A Brexit ellen foglalt állást, és 2019-ben Jeremy Corbynnal, a Munkáspárt akkori vezetőjével értett egyet a legtöbb kérdésben: a nukleáris fegyverek betiltásáról, a gazdagok megadóztatásáról, a vasutak újraállamosításáról stb.
A vallást illetően 2008-ban Barnes azt vallotta Nothing to Be Frightened Of (Nincs mitől félni) című önéletírásában, hogy nem keresztelték meg, nem hívő, de a könyv első mondata I don’t believe in God, but I miss Him („Nem hiszek Istenben, de hiányzik nekem”).
Magánéletéről keveset beszél. 1979-ben házasodott össze Pat Kavanagh irodalmi ügynökkel, aki 2008-ban hunyt el.

## Művei
Julian Barnes számos széprózai művet (regényeket, novellákat, elbeszéléseket) és esszéket jelentetett meg, valamint önéletírásokat.

### Széppróza

#### Regények
Saját nevével Julian Barnes alábbi regényei jelentek meg:
- Metroland (1980) a szerző gyermekkora, kamaszkora és fiatal felnőttkora ihlette regény.
- Before She Met Me (1982) (Mielőtt megismert)[11] fekete humorral és ugyanakkor mélyen elemzi egy férfi szerelmét, rögeszme jellegű féltékenységét és birtoklási hajlamát.
- Flaubert's Parrot (1984) (Flaubert papagája)[12] esszének is tekintett regény egy angol Gustave Flaubert-rajongó kutatásairól, amelyek olyan apróságokig mennek, mint az író egyik szereplőjének papagája.
- Staring at the Sun (1986) (A napba nézve) egy nő életét követi fiatalkorától 100 éves koráig álmaival, szerelmeivel, házasságának kudarcával, anyaságával, azzal, ahogyan a világot látja utazásai alkalmával.
- Talking It Over (1991) (Dumáljuk meg rendesen) humoros regény egy kaotikus szerelmi háromszögről, ahogyan résztvevői számolnak be róla első személyben.
- The Porcupine (1992) (A gyalogsül) politikai szatíra cselekménye egy rendszerváltozás utáni kelet-európai országban történik. Megvádolt volt kommunista vezére és ügyésze szembenállnak egymással, de gondolataikból kitűnik a múlt és a jelen közötti folytonosság, valamint az, ami közös a két emberben.
- England, England (1998) (Anglia, Anglia) a 20. századvégi Angliáról szól. A nemzeti jelleg értelmezésének, a mítoszalkotásnak, a valóság és fikció viszonya tekintésének szatírája, de komoly emberi önelemzés is van benne.
- Love, etc (2000) (Szerelem meg miegymás) a Dumáljuk meg rendesen folytatása tíz év után, ugyanabban a stílusban, de ebben a szerelmi háromszög még kaotikusabb.
- Arthur & George (2005) egy 19. századbeli valós igazságszolgáltatási hiba története, amely áldozata egy vidéki egyszerű ember. Ártatlanságát Arthur Conan Doyle bizonyítja be.
- The Sense of an Ending (2011) (Felfelé folyik, hátrafelé lejt) idős ember története, akinek fiatalkora és volt kedvesével, valamint egy titokzatos barátjával való viszonya elevenedik fel. Személyes múltjának megértését akadályozó tökéletlen emlékezetével kerül szembe.
- The Noise of Time (2016) (Az idő zaja) Dmitrij Sosztakovics zeneszerző gyötrelmeiről szól azzal a sorssal kapcsolatban, amely a sztálini terror körülményei között sújthatná.
- The Only Story (2018) (Az egyedüli történet) egy fiatalember és egy sokkal idősebb házas nő tragikus végű története az asszony alkoholizmus okozta lehanyatlása miatt.
- Elizabeth Finch (2022) főszereplője egy felnőtteknek kultúráról és civilizációról előadásokat tartó intelligens, sztoikus és igényes egyetemi oktató nő. Az egyik őt csodáló volt hallgatója a tanárnő halála után felkutatja naplóit, hogy jobban megismerje a személyiségét.

Dan Kavanagh álnévvel Julian Barnes négy bűnügyi regényt írt, amelyek főhőse Duffy, egy biszexuális magánnyomozó:
- Duffy, 1980;
- Fiddle City, 1981;
- Putting the Boot In, 1985;
- Going to the Dogs, 1987.

#### Kisepika
Barnes kisepikája (novellái és elbeszélései) az alábbi kötetekben jelent meg:
- A History of the World in 10½ Chapters, 1989 (A világ története 10 és 1/2 fejezetben) – a történelem egymást követő időszakaiba helyezett tíz elbeszélés;
- Cross Channel, 1996 (A Csatornán túl) – Franciaország hatása angolok nemzedékeire ;
- The Lemon Table, 2004 (A citrom-asztal) – az élet árnyalatai és az elkerülhetetlen vége elleni lázadás;
- Pulse, 2011(Pulzus) – az élet siker és kudarc, kezdet és vég adta pulzusai.

### Nem fikciós könyvek
Rövidebb esszék gyűjteményei:
- Letters from London, 1995 (Levelek Londonból) – először a The New Yorker magazinban megjelentek;
- Something to Declare, 2002 (Bejelenteni való) – szeretettel Franciaország iránt, ennek a legkülönfélébb aspektusairól;
- The Pedant in the Kitchen, 2003 (Pedáns a konyhában) – gasztronómiával kapcsolatos esszék;
- Through the Window, 2012 (Az ablakon át) – egy novellával kiegészített esszékötet;
- Keeping an Eye Open: Essays on Art, 2015 (Nyitott szemmel. Esszék a művészetről).

Egy-egy esszét tartalmazó kötetek:
- A Life with Books (2012) (Könyvekkel töltött élet) 27 oldalas mű a szerző szenvedélyéről a könyvek és gyűjtésük iránti szenvedélyéről és a kicsi független könyvesboltok iránti preferenciájáról szól. A Független Könyvkereskedők Hete alkalmából írta, és csak ilyenek boltjaiban volt eladható.[14]
- The Man in the Red Coat (2020) (Férfi piros köntösben) regénynek is tekintett esszé Samuel Pozzi(wd) sebész, a nőgyógyászat úttörőjének életéről és környezetéről Párizsban a 19. század végén és a 20. elején.[10]

Önéletírások:
- Nothing to Be Frightened Of, 2008 (Nincs mitől félni);
- Levels of Life, 2013 (Az élet szintjei).

### Műfordítások
- The Truth About Dogs (1988) (Az igazság a kutyákról) a német Volker Kriegel(wd) Kleine Hunde-Kunde (1986) című könyv fordítása.[2]
- In The Land of Pain (2002) (A fájdalom országában) Alphonse Daudet La Doulou (A fájdalom) címen 1930-ban megjelent posztumusz könyvének fordítása. A szerző jegyzeteiből áll fájdalmas betegségéről, gyógyítási kísérleteiről és hatásairól az élete különféle aspektusaira. Ezek a jegyzetek egy könyv alapjai lettek volna.[2]

## Művei fogadtatása
Az irodalomkritika már az író első megjelent regényét kedvezően fogadta. A Metroland megkapta a Somerset Maugham-díjat. Az író prózája elegáns, szellemes, olykor humoros. Kísérletezik is különböző elbeszélő, nyelvi és stílusi formák ötvözésével. Ugyanakkor pszichológiai realizmussal közelít meg olyan komoly témákat, mint a szerelem természete, különösen ennek sötét oldala, a féltékenység, a hűtlenség, de az igaz szerelem keresése is.
A író népszerű nemcsak az angol nyelvű országokban, hanem nemzetközi ismertségnek is örvend. Több mint 40 nyelvre fordították le több-kevesebb művét. Magyarul megjelentek:
- Flaubert papagája; ford. Czine Erzsébet; Magvető, Bp., 1989;
- Dumáljuk meg rendesen; ford. Szentgyörgyi József; Ulpius-ház, Bp., 2000;
- Szerelem meg miegymás; ford. Szentgyörgyi József; Ulpius-ház, Bp., 2001;
- A napba nézve; ford. Lukács Laura; Ulpius-ház, Bp., 2002 (Ulpius klasszikusok);
- A világ története 10 és 1/2 fejezetben; ford. Feig András; Ulpius-ház, Bp., 2002;
- Anglia, Anglia; ford. Gács Anna; Ulpius-ház, Bp., 2007;
- Felfelé folyik, hátrafelé lejt; ford. Karáth Tamás; Partvonal, Bp., 2013.

Julian Barnes négy regényét filmesítették meg:
- Love etc., 1996 – francia film;[18]
- Metroland, 1997 – angol film;[19]
- Arthur & George, 2015 – angol tévésorozat;[20]
- The Sense of an Ending, 2017 – angol film.[21]

### Elismerései

#### Díjak
Irodalmi díjak eredeti műveknek és lefordítottaknak, valamint életműdíjak:
- 1981 – Somerset Maugham-díj a Metroland című regénynek;
- 1985 – Geoffrey Faber-emlékdíj a Flaubert papagája című regénynek;
- 1986 – E. M. Forster-díj(wd) az Amerikai Művészetek és Irodalom Akadémiája(wd) részéről ugyanannak;

– a francia Médicis-díj ugyanannak;
- 1987 – a francia Gutenberg-díj(wd);
- 1988 – az olasz Grinzane Cavour-díj(wd) a Flaubert papagája című regénynek;
- 1992 – a francia Femina-díj a Dumáljuk meg rendesen című regénynek;
- 1993 – Shakespeare-díj;
- 2004 – Osztrák állami díj az európai irodalomért;
- 2007 – a francia Arsène Lupin-díj az Arthur & George című regénynek;[23]
- 2009 – a spanyol San Clemente-díj ugyanannak;[24]
- 2011 – David Cohen-díj(wd);

– Booker-díj a Felfelé folyik, hátrafelé lejt című regénynek;
– a francia Lire folyóirat díja a Pulse kisepika-kötetnek;
- 2012 – a holland Európai irodalmi díj(wd) a Felfelé folyik, hátrafelé lejt című regénynek;[26]
- 2013 – a The Sunday Times hetilap díja;
- 2013 – az olasz Malaparte-díj(wd);[27]
- 2015 – a dán Zinklar-díj;
- 2016 – a német Siegfried Lenz-díj(wd);
- 2021 – Jeruzsálem-díj;

– az orosz Jasznaja Poljana-díj a Nothing to Be Frightened Of önéletírásnak;
– Jean Bernard-díj a francia Nemzeti Orvostudományi Akadémia részéről a The Man in the Red Coat esszének.

#### Egyéb elismerések
Francia állami kitüntetések:
- a Művészetek és Irodalom Érdemrendjének

– lovagi fokozata (1988);
– tiszti fokozata (1995);
– parancsnoki fokozata (2004);
- a Becsületrend tiszti fokozata.

2016 óta Julian Barnes az Amerikai Művészetek és Irodalom Akadémiájának külföldi tiszteletbeli tagja is.